# Sonoma (hardware)
Sonoma è il nome in codice della seconda generazione della piattaforma Centrino sviluppata da Intel per i computer portatili. È stata presentata il 19 gennaio 2005 per sostituire la precedente Carmel, sul mercato dai primi mesi del 2003, e che era stata la capostipite della piattaforma Centrino.

## Componenti
Così come la prima generazione della piattaforma Centrino (Carmel) era basata su 3 componenti chiave, e cioè CPU, Chipset e Scheda wireless espressamente progettati per l'impiego in ambito mobile e quindi per avere come principale obiettivo il giusto bilanciamento tra prestazioni e consumi, anche per la nuova Sonoma Intel mantenne gli stessi requisiti, e solo se un sistema integrava tutti e 3 i componenti suggeriti dalla casa madre, esso poteva fregiarsi del "logo Centrino", mentre se un produttore decideva di utilizzare solo la CPU suggerita ma una diversa scheda di rete wireless, esso avrebbe solo potuto portare il logo relativo alla CPU impiegata e non quello dell'intera piattaforma.

## Caratteristiche principali
Un anno dopo la presentazione di Carmel (la piattaforma precedente a Sonoma) e quindi del Pentium M Banias, a metà 2004 Intel presentò il suo successore, ovvero la seconda generazione del Pentium M, conosciuto come Dothan. Non si trattava di un processore completamente nuovo, dato che l'architettura era rimasta la stessa di Banias, ma era caratterizzato da diversi affinamenti che lo rendevano in grado di "spremere" al meglio le potenzialità dell'architettura introdotta dal suo predecessore. Il lancio del nuovo processore non coincise immediatamente con il lancio della nuova piattaforma; inizialmente infatti si era visto solo un aggiornamento della sola CPU nei sistemi pensati per la piattaforma Centrino Carmel. Per questo motivo la piattaforma di riferimento rimaneva ancora Carmel, sebbene basata sul nuovo processore, e quindi rinominata formalmente "Carmel Refresh". Si trattava in effetti dello stesso approccio che Intel avrebbe poi utilizzato anche al momento della presentazione di alcune generazioni successive di Centrino.
Il 19 gennaio 2005 arrivò l'atteso aggiornamento dell'intera piattaforma che prese il nome di Sonoma. Di seguito i tre componenti chiave della piattaforma:
- Processore - Pentium M Dothan

Il nome commerciale rimaneva quello di Pentium M, ma il nuovo core Dothan era costruito a 90 nm ed era dotato di 2 MB di cache L2 (il doppio di Banias). Il nuovo processo produttivo aveva consentito, oltre all'aumento della cache, anche la riduzione del consumo del processore e quindi la possibilità di aumentare ulteriormente il clock e il BUS che se nelle versioni integrate nella piattaforma "Carmel Refresh" era rimasto a 400 MHz, nella nuova piattaforma era salito a 533 MHz. Inoltre erano state apportate anche una serie di migliorie all'architettura generale del chip.
- Chipset - Alviso (commercializzato come i915PM/GM/GML ovvero una variante dell'i915)

Oltre al supporto al nuovo BUS a 533 MHz, consentiva l'impiego delle nuove memorie DDR2 (dai consumi più bassi rispetto alle precedenti, grazie al voltaggio sceso a 1,8 V contro i 2,5 delle DDR classiche). Veniva integrato anche il supporto allo standard di interconnessione PCI Express e all'audio ad alta definizione Intel High Definition Audio (conosciuto con il nome in codice di Azalia). Infine gli hard disk potevano sfruttare il nuovo protocollo di connessione SATA.
- Scheda wireless - Calexico 2 (commercializzata come Intel PRO/Wireless 2200BG o PRO/Wireless 2915 ABG)

In un unico modulo garantiva finalmente la connettività a tutti gli standard 802.11 disponibili fino a quel momento, in particolare a/b/g.

## La piattaforma successiva
Il nome "Centrino" vero e proprio è stato utilizzato da Intel solo per le prime 2 generazioni della piattaforma (Carmel e Sonoma).
La generazione successiva, la terza, conosciuta come Napa e arrivata sul mercato un anno dopo Sonoma, ovvero a inizio 2006, portò anche a una revisione del nome commerciale dell'intera piattaforma in modo che gli utenti potessero percepire più facilmente il salto generazionale delle tecnologie e venissero quindi spinte maggiormente all'aggiornamento dei propri sistemi; essa era basata sul processore noto con il nome in codice Yonah. Tale processore, che all'inizio doveva prendere il nome commerciale di "Pentium M serie 8xx", venne poi rinominato a novembre 2005 in Core Duo, in modo da evidenziare maggiormente la caratteristica dual core che contraddistingueva il nuovo progetto. Allo stesso scopo, anche il marchio Centrino si è evoluto, diventando Centrino Duo, ovvero il nome commerciale di quella piattaforma che per più di un anno era stata chiamata solo attraverso il proprio nome in codice (Napa), costituita dal processore Core Duo, insieme al chipset i945 Calistoga e al modulo wireless Intel Pro Wireless 3945 ABG Golan.
In realtà, con l'avvento della terza generazione, il marchio Centrino vero e proprio non è scomparso completamente ma è stato solo relegato a particolari applicazioni. Alcune versioni del processore Yonah infatti, erano prodotte come CPU single core, e commercializzate con il nome di Core Solo alla base ancora di piattaforme Centrino "semplici" (sebbene con un logo modificato rispetto a quello utilizzato fino alla precedente Sonoma).